# Bundesstraße 399
Pour les articles homonymes, voir Route 399.
 (avril 2021).
Si vous disposez d'ouvrages ou d'articles de référence ou si vous connaissez des sites web de qualité traitant du thème abordé ici, merci de compléter l'article en donnant les références utiles à sa vérifiabilité et en les liant à la section « Notes et références ».
La Bundesstraße 399 est une Bundesstraße du Land de Rhénanie-du-Nord-Westphalie.

## Géographie
La B 399 mène de Düren en direction du sud par les quartiers de Rölsdorf et Birgel et par les communes de Hürtgenwald, Simmerath et Montjoie jusqu'à la frontière avec la Belgique.

## Histoire
À l'origine, la route reprend la Reichsstraße 399 (R 399) plus au sud dans la région d'Eupen et Malmedy en Belgique, annexées par le Reich allemand à l'époque, et croise la Reichsstraße 400 (R 400) près de Butgenbach.
En raison du camp militaire d'Elsenborn, il fut nécessaire de déplacer la Bundesstraße vers l'ouest peu avant la frontière à Kalterherberg. En 2010, le tracé des Bundes-, Landes- et Kreisstraßen dans la région de Simmerath est réorganisé. La B 399, qui allait auparavant de Lammersdorf par Simmerath à Montjoie-Imgenbroich, mène désormais de Lammersdorf à Fringshaus, où elle croise la B 258.
Le deuxième tronçon de la B 399 commence au sud de Montjoie, près du Perlenbachtalsperre. Il mène à la frontière belge par Kalterherberg. Le B 399 n'est pas marqué entre Fringshaus et Perlenau, les deux endroits sont reliés par la B 258.
Le contournement de Gey est achevé à la fin de 2009 et n'est officiellement ouvert que début 2010.
La construction d'une route de contournement à Düren dans le prolongement nord de la B 399 avec la désignation B 399n est en cours de planification.

## Source
- (de) Cet article est partiellement ou en totalité issu de l’article de Wikipédia en allemand intitulé « Bundesstraße 399 » (voir la liste des auteurs).